# Pseudomogoplistes byzantius
Pseudomogoplistes byzantius is een rechtvleugelig insect uit de familie Mogoplistidae. De wetenschappelijke naam van deze soort is voor het eerst geldig gepubliceerd in 1995 door Gorochov.
1. ↑  (en) Pseudomogoplistes byzantius op de IUCN Red List of Threatened Species.